# آلف وست
آلف وست (انگلیسی: Alf West; ۱۵ دسامبر ۱۸۸۱ – ۲۷ ژوئن ۱۹۴۴) بازیکن فوتبال اهل بریتانیا بود. وی در اوایل قرن بیستم در باشگاه فوتبال لیورپول در لیگ دسته اول فوتبال انگلستان بازی می‌کرد.
از باشگاه‌هایی که در آن بازی کرده‌است می‌توان به باشگاه فوتبال منزفیلد تاون، باشگاه فوتبال ایلکستون، باشگاه فوتبال بارنزلی، باشگاه فوتبال ردینگ، و باشگاه فوتبال نوتس کانتی اشاره کرد.